# Asier García Fuentes
Asier García Fuentes (Bilbao, 27 d'octubre de 1967) és un exfutbolista basc, que ocupava la posició de defensa.

## Trajectòria
Comença a destacar a les files de la SD Lemona, que militava a finals de la dècada dels 80 a la Segona B. A la 89/90, Asier recala al Sestao Sport, on juga 36 partits de la Segona A. La bona campanya crida l'atenció del Reial Madrid, que l'hi incorpora per al seu filial, on roman dues temporades, i amb qui puja a la categoria d'argent.
A mitjans de la temporada 91-92, marxa a l'Athletic Club, amb el qual debuta a la màxima categoria, i hi juga 22 partits. Però, no gaudiria de continuïtat a San Mamés, i en els dos anys següents, tan sols disputaria deu partits amb els lleons.
En busca d'oportunitats, la temporada 94-95 passa al CA Osasuna, amb qui recupera la titularitat, tot jugant 27 partits i marcant 5 gols. Estaria tres anys al planter navarrés, jugant amb regularitat a excepció de la temporada 96-97, on apareix en 15 partits. La temporada 97-98 fitxa per la SD Eibar, amb qui jugaria 21 partits abans de penjar les botes.